# Chlorid dysprositý
Chlorid dysprositý je anorganická sloučenina s chemickým vzorcem DyCl3.

## Příprava
Chlorid dysprositý je většinou připravován z chloridu amonného počínaje od oxidu dysprositého nebo hexahydrátu chloridu dysprositého. Těmito reakcemi vzniká komplexní sloučenina pentachlorodysprositan amonný ((NH4)2[DyCl5]):
10 NH4Cl + Dy2O3 → 2 (NH4)2[DyCl5] + 6 NH3 + 3 H2O
DyCl3·6H2O + 2 NH4Cl → (NH4)2[DyCl5] + 6 H2O
Pentachlorodysprositan amonný se následně termicky rozkládá:
(NH4)2[DyCl5] → 2 NH4Cl + DyCl3
Termolýza probíhá přes (NH4)[Dy2Cl7].
Chlorid dysprositý lze připravit přímo z prvků:
2 Dy + 3 Cl2 → 2 DyCl3
Hexahydrát chloridu dysprositého lze připravit reakcí oxidu dysprositého, dysprosia nebo uhličitanu dysprositého s kyselinou chlorovodíkovou:
Dy2O3 + 6 HCl → 2 DyCl3 + 3 H2O
2 Dy + 6 HCl → 2 DyCl3 + 3 H2
Dy2(CO3)3 + 6 HCl → 2 DyCl3 + 3 CO2 + 3 H2O

## Vlastnosti
Chlorid dysprositý je bílá až žlutá pevná látka, která na vlhkém vzduchu rychle absorbuje vodu za vzniku hexahydrátu (DyCl3·6H2O). Krystalizuje v monoklinické soustavě typu chloridu hlinitého s prostorovou grupou C2/m (číslo 12) a parametry mřížky a = 691 pm, b = 1197 pm, c = 640 pm, β = 111,28° a Z = 2. Hexahydrát je světle žlutá pevná látka. Jednoduchým rychlým zahřátím hydrátu dochází k jeho částečné hydrolýze na chlorid-oxid dysprositý (DyOCl). Předpokládá se, že sloučeniny dysprosia jsou minimálně až středně toxické, ačkoli jejich toxicita nebyla nikdy podrobně zkoumána.

## Reaktivita
Chlorid dysprositý je středně silná Lewisova kyselina, která je podle teorie HSAB tvrdá. Vodný roztok může být využit k přípravě jiných dysprositých sloučenin, například fluorid dysprositý:
DyCl3 + 3 NaF → DyF3 + 3 NaCl
Elektrolýzou taveniny chloridu dysprositého v eutektiku LiCl-KCl vzniká kovové dysprosium. Redukce probíhá přes Dy2+ na wolframové katodě.

## Využití
Chlorid dysprositý může být využit jako katalyzátor v organické syntéze.